# Heinrich Stummeyer
Heinrich Stummeyer (* 26. Juli 1894 in Bakede, Landkreis Springe; † 1973) war ein deutscher Politiker (NSDAP).

## Leben
Stummeyer besuchte die Volksschule in Bakede und die städtische Handelsschule in Hameln. 1913 meldete er sich freiwillig als Soldat beim Füsilier-Regiment 73 Hannover. Er nahm am Ersten Weltkrieg teil, wurde verwundet und geriet in französische Gefangenschaft. Im Anschluss arbeitete er als Handlungsgehilfe und von 1920 bis 1924 als Abteilungsleiter im Hamburger Im- und Export. Ab 1924 war er als selbständiger Kaufmann Inhaber eines Kolonial- und Fettwarenladens in Harburg-Wilhelmsburg.
Stummeyer trat 1928 in die NSDAP ein (Mitgliedsnummer 106.903). Er wurde 1929 Ortsgruppenleiter der NSDAP Harburg und im Juli 1931 Kreisleiter der NSDAP Harburg-Elbegebiet. Zunächst war er Geschäftsführer, ab 1932 dann Herausgeber der nationalsozialistischen Zeitung Hamburger Tageblatt. Im Februar 1932 gab er sein Kolonialwarengeschäft auf, um sich gänzlich der Parteipressearbeit sowie der Leitung einer Parteibuchhandlung zuwenden zu können.
Im November 1929 wurde Stummeyer in die Harburger Stadtverordnetenversammlung gewählt. Vom 25. August 1932, als er für den ausgeschiedenen Abgeordneten Georg Weidenhöfer nachrückte, bis zum Ablauf der vierten Legislaturperiode war er Abgeordneter des Preußischen Landtages. Er vertrat im Parlament den Wahlkreis 15 (Ost-Hannover) und war dort Mitglied des Ausschusses für Rechtswesen.
Im September 1932 erfolgte Stummeyers Ernennung zum Gauinspekteur für den Regierungsbezirk Lüneburg. Aus einem parteiinternen Machtkampf gegen Otto Telschow ging er als Verlierer hervor; er wurde des Kreisleiterpostens enthoben und Anfang 1933 in „Schutzhaft“ genommen. Im Sommer 1933 wurde er von der Parteileitung rehabilitiert und zum Kreisleiter ehrenhalber sowie zum Leiter der Bekleidungsstelle der NSDAP Harburg ernannt. Ab Mai 1934 war er als Oberregierungsrat Leiter des Arbeitsamtes in Goslar, ehe er im August 1937 nach Leipzig verzog.